# Anakingia williamsae
Anakingia williamsae är en kvalsterart som beskrevs av Hammer 1961. Anakingia williamsae ingår i släktet Anakingia och familjen Microzetidae. Inga underarter finns listade i Catalogue of Life.